# U-17-Fußball-Weltmeisterschaft der Frauen 2021
Die U-17-Fußball-Weltmeisterschaft der Frauen 2021 (offiziell 2021 FIFA U-17 Women’s World Cup) sollte die siebte Ausspielung dieses Wettbewerbs für Fußballspielerinnen unter 17 Jahren (Stichtag: 1. Januar 2003) sein und sollte vom 17. Februar bis 7. März 2021 in Indien stattfinden. Das Turnier wurde vom FIFA-Rat am 15. März 2019 an Indien vergeben. Titelverteidiger ist Spanien, das 2019 zum ersten Mal den Titel gewann. Ursprünglich sollte das Turnier vom 2. bis 21. November 2020 als „2020 FIFA U-17 Women's World Cup“ stattfinden, wurde dann aber wegen der COVID-19-Pandemie verschoben. Am 17. November beschloss die FIFA das Turnier wegen der anhaltenden COVID-19-Pandemie abzusagen und die für 2022 geplante Austragung an Indien zu vergeben.
Es sollte das erste FIFA-Frauenturnier sein, das in Indien stattfindet. 2017 fand bereits die U-17-Fußball-Weltmeisterschaft in Indien statt. Am Turnier sollen 16 Mannschaften teilnehmen, die zunächst in vier Gruppen und danach im K.-o.-System gegeneinander antreten.

## Qualifikation
Die Qualifikation in Asien fand bei der U-16-Asienmeisterschaft in Chon Buri (Thailand) vom 15. bis 28. September 2019 statt. Acht Mannschaften nahmen an der Endrunde teil, die zuerst in zwei Gruppen à vier Teams spielten, wovon die Gruppensieger und -zweiten das Halbfinale erreichten. Durch das Erreichen des Finales konnten sich Nordkorea sowie Japan für die WM qualifizieren. Für Nordkorea und Japan wäre es die siebte Teilnahme gewesen, beide konnten mindestens einmal den WM-Titel gewinnen. Hinzu wäre Gastgeber Indien gekommen, für den es die erste Teilnahme gewesen wäre.
Die drei Teilnehmer, welche die UEFA stellt, sollten bei der U-17-Europameisterschaft der Frauen in Schweden ermittelt werden. Nachdem die Eliterunde wegen der COVID-19-Pandemie abgesagt wurde, bestimmte die UEFA am 14. August England, Deutschland und Spanien aufgrund ihres höchsten Ranglisten-Koeffizienten als WM-Teilnehmer. Deutschland hätte zum siebten Mal, Spanien zum fünften und England zum dritten Mal teilgenommen.
Als Qualifikationsturnier für die CONCACAF-Zone dient die CONCACAF U-17-Meisterschaft, die vom 18. April bis 3. Mai 2020 in Mexiko stattfinden sollte, wegen der COVID-19-Pandemie aber im März auf unbestimmte Zeit verschoben wurde.
Die südamerikanischen Teilnehmer sollten bei der U-17-Fußball-Südamerikameisterschaft der Frauen in Uruguay vom 30. November bis 19. Dezember 2020 ermittelt werden. Ursprünglich sollte das Turnier vom 15. April bis 3. Mai 2020 in Venezuela stattfinden, wurde dann aber am 10. März nach Uruguay gegeben. Aufgrund der COVID-19-Pandemie wurde es neun Tage später zunächst in den Spätsommer (Ende August/Anfang September) und dann in den Spätherbst (Ende November bis Mitte Dezember) verschoben.
Die drei Vertreter aus Afrika sollten in einer Vor- und zwei Qualifikationsrunden ermittelt werden, welche jeweils in Hin- und Rückspiel ausgetragen wurden. Für die Vorrunde hatten 16 Mannschaften gemeldet, von denen aber eine (Namibia) vor Beginn der Runde aus finanziellen Gründen zurückzog und eine (DR Kongo) zum ersten Spiel nicht antrat, wodurch zwei Mannschaften kampflos weiterkamen. Die Runde fand vom 10. bis 26. Januar 2020 statt. In der ersten Qualifikationsrunde trafen die acht Sieger der Vorrunde und vier direkt für die erste Runde qualifizierte Mannschaften zwischen dem 28. Februar und 14. März 2020 aufeinander. Botswana trat aber wegen der COVID-19-Pandemie nach einer 0:1-Heimniederlage nicht zum Rückspiel gegen  Marokko an, das damit für die zweite Runde qualifiziert war. In der zweiten Runde, die vom 30. Oktober bis 20. November 2020 geplant war, sollten die drei Teilnehmer für das Turnier in Indien ermittelt werden. Dabei wären Südafrika und Marokko, Uganda und Kamerun sowie Nigeria und Ghana aufeinandergetroffen. Am 21. Dezember 2020 wurde jedoch beschlossen, das zunächst auf unbestimmte Zeit unterbrochene Turnier nach einer Vor- und einer Qualifikationsrunde wegen der COVID-19-Pandemie vorzeitig abzubrechen.
Als Vertreter aus Ozeanien hätte zum siebten Mal die U-17-Frauen-Nationalmannschaft aus Neuseeland teilgenommen. Nachdem die U-17-Ozeanienmeisterschaft 2020, die im April 2020 stattfinden sollte, wegen der COVID-19-Pandemie abgesagt wurde, nominierte die OFC am 5. Juni 2020 die U-17-Nationalmannschaft Neuseelands als WM-Teilnehmer aus Ozeanien aufgrund ihrer guten Leistungen in den vergangenen Ausspielungen des Wettbewerbs. Es wäre Neuseelands siebte Teilnahme am Turnier gewesen.

## Teilnehmer
Zum Zeitpunkt der Absage des Turniers waren neben dem vorgesehenen Gastgeber Indien bereits sechs der 15 verbleibenden Teams durch die entsprechenden U-17-Kontinentalturniere qualifiziert.
| 3 aus Asien                         | Indien (Gastgeber)* | Japan       | Nordkorea |
| 3 aus Europa                        | England             | Deutschland | Spanien   |
| 3 aus Nord-, Mittelamerika, Karibik | –                   | –           | –         |
| 3 aus Südamerika                    | –                   | –           | –         |
| 3 aus Afrika                        | –                   | –           | –         |
| 1 aus Ozeanien                      | Neuseeland          |             |           |

* Erstteilnahme.

## Spielorte
Das Turnier sollte an den fünf Spielorten Ahmedabad, Bhubaneswar, Guwahati, Kalkutta und Navi Mumbai stattfinden.
| Ahmedabad |

| Bhubaneswar |

| Guwahati |

| Kalkutta |

| Navi Mumbai |